# Lophothericles burri
Lophothericles burri är en insektsart som beskrevs av Marius Descamps 1977. Lophothericles burri ingår i släktet Lophothericles och familjen Thericleidae. Inga underarter finns listade i Catalogue of Life.